# Kefah Ali Deeb

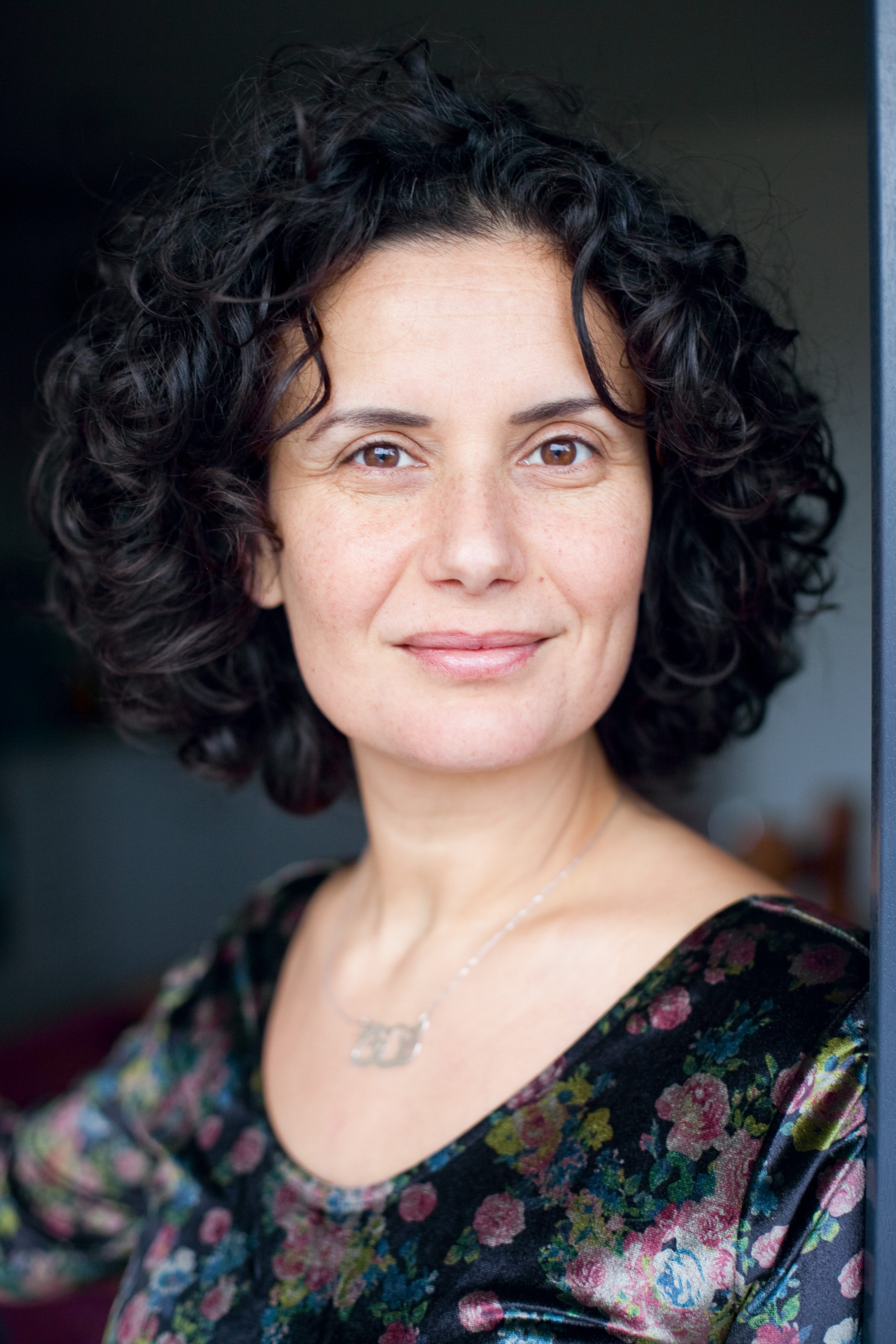
Kefah Ali Deeb

Kefah Ali Deeb (arabisch كفاح علي ديب; * 1982 in Latakia, Syrien) ist eine syrische Aktivistin für Menschenrechte, bildende Künstlerin und Autorin, die seit 2014 in Berlin lebt und im Dezember 2024 die deutsche Staatsbürgerschaft erhielt. Nach dem Sturz des Assad-Regimes erklärte sie in einem Interview im Januar 2025, dass sie nach Syrien zurückkehren wolle, um an der Zukunft des Landes mitzuwirken.
Als Gastautorin für Die Zeit sowie für die tageszeitung veröffentlichte Ali Deeb Beiträge über die Schwierigkeiten und Integration von Migranten. Seit 2015 gehörte sie weiterhin zur Gruppe von Museumsführern für das Projekt „Multaka - Treffpunkt Museum“, einer Initiative Berliner Museen zur Vermittlung von kunstgeschichtlichen Zusammenhängen für Arabisch oder Persisch sprechende Besucher.

## Leben und Wirken
Nach ihrer Schulzeit studierte Ali Deeb an der Universität Damaskus Bildende Kunst bis zu ihrem Abschluss 2012. Nachdem sie sich im Kontext des Arabischen Frühlings in Syrien an Protestaktionen gegen die Menschenrechtsverletzungen der syrischen Regierung beteiligt hatte, wurde Ali Deeb viermal verhaftet und floh schließlich 2014 nach Deutschland.
Im Januar 2014 war Ali Deeb zusammen mit drei weiteren Syrerinnen von UN Women zu einer Konferenz in Genf eingeladen. Als Sprecherin der Syrian Women’s Initiative for Peace and Democracy forderte sie im Vorfeld einer internationalen Friedenskonferenz der Vereinten Nationen für Syrien, syrische Frauen in Friedensgespräche einzubeziehen und die Gleichstellung von Frauen und Männern in einer künftigen Regierung Syriens festzuschreiben. Darüber hinaus forderte die Delegation, dass die syrischen Behörden wie auch die Opposition den ungehinderten Fluss humanitärer und medizinischer Hilfe in alle Gebiete unter Aufsicht einer unabhängigen internationalen Kommission ermöglichen sollten.

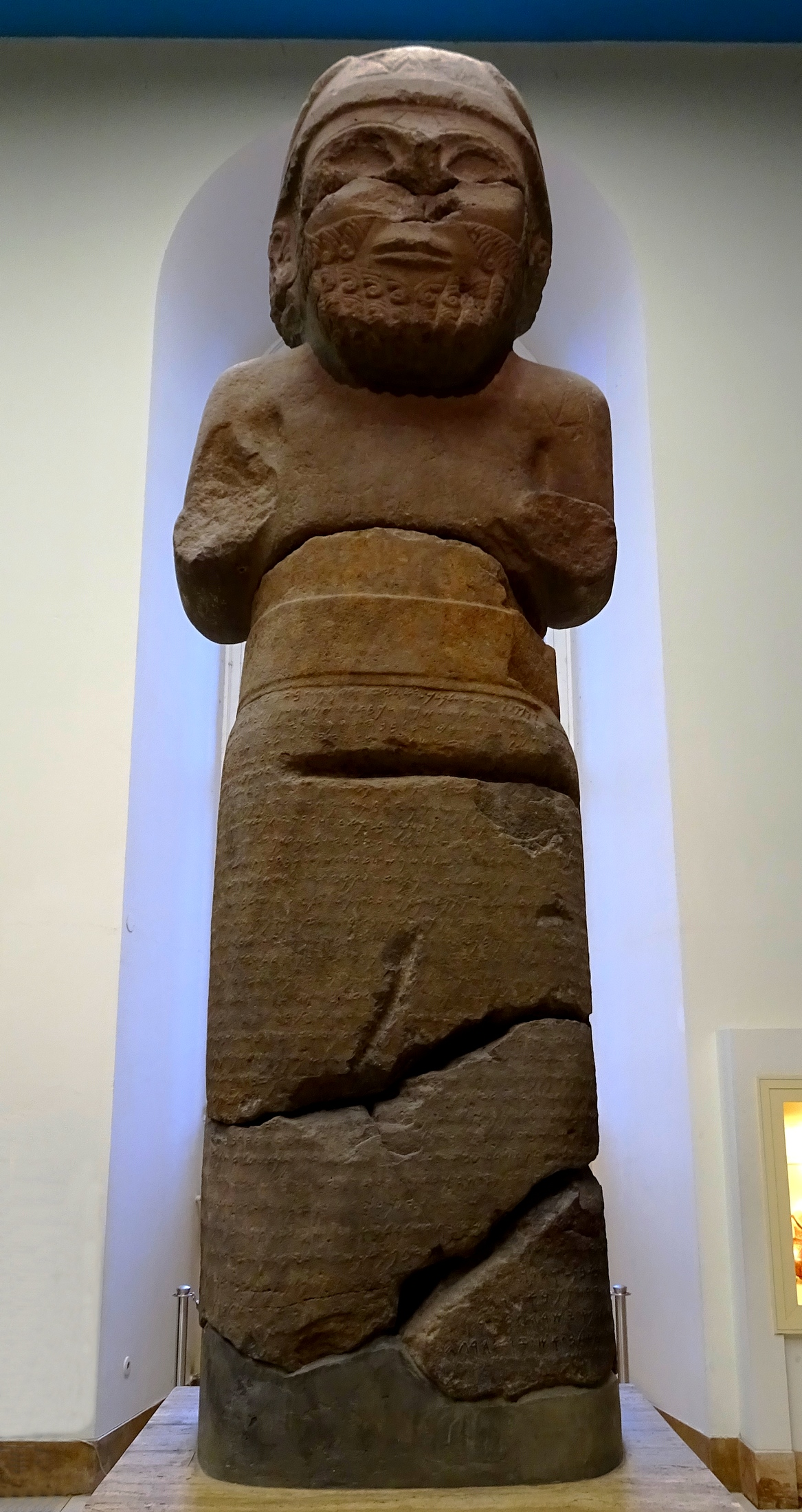
Statue der Wettergottheit Hadad, Vorderasiatisches Museum Berlin

Im Jahr nach ihrer Ankunft in Deutschland erschienen Interviews mit ihr sowie anderen Flüchtlingen in der Zeit online. 2016 veröffentlichte sie als Gastautorin für die Serie „8 nach 10“ einen Artikel in derselben Zeitung, in dem sie Vorurteile gegenüber Flüchtlingen und deren schwierige lebensgeschichtliche Ausgangssituation für eine Integration beschrieb. Darüber hinaus veröffentlichte die Frankfurter Allgemeine Zeitung 2016 ein Interview mit ihr, der Schriftstellerin Antje Rávic Strubel und Bundespräsidenten Frank-Walter Steinmeier über Fragen zur Zukunft Syriens und die Rolle von Schriftstellern bei der Gestaltung der öffentlichen Meinung über Migranten.
Für die Tageszeitung schrieb Ali Deeb von 2016 bis 2019 eine ständige Kolumne über negative Stereotype gegenüber Schutz suchenden Migranten sowie ihre eigenen Schwierigkeiten bei der Integration, Wohnungssuche und beim Erlernen der deutschen Sprache. Von 2016 bis 2021 arbeitete sie weiterhin als Redakteurin für Arabisch für das Handbook Germany der Organisation Neue deutsche Medienmacher*innen, einer mehrsprachigen Informationsplattform für Migranten. Die von der Bundeszentrale für politische Bildung geförderte online Plattform „We Refugees“ veröffentlichte außerdem Ali Deebs Beschreibungen ihrer Flucht aus Syrien, vom Verlust ihrer Heimat sowie ihre ernüchternden Erfahrungen in einer Flüchtlingsunterkunft.
Im Rahmen des preisgekrönten Projekts „Multaka – Geflüchtete als Guides in Berliner Museen“ führten Ali Deeb sowie andere syrische und irakische Migranten seit 2015 Rundgänge auf Arabisch im Vorderasiatischen Museum und anderen Berliner Museen durch, wo auch die Funde deutscher Archäologen in den heutigen Ländern Syrien, Irak und der Türkei ausgestellt sind. Darunter befindet sich eine Statue der syro-phönizischen Gottheit Hadad, die für Ali Deeb ein Beispiel für die Ursprünge der Religionen ihres Heimatlandes in alten Mythen darstellt.

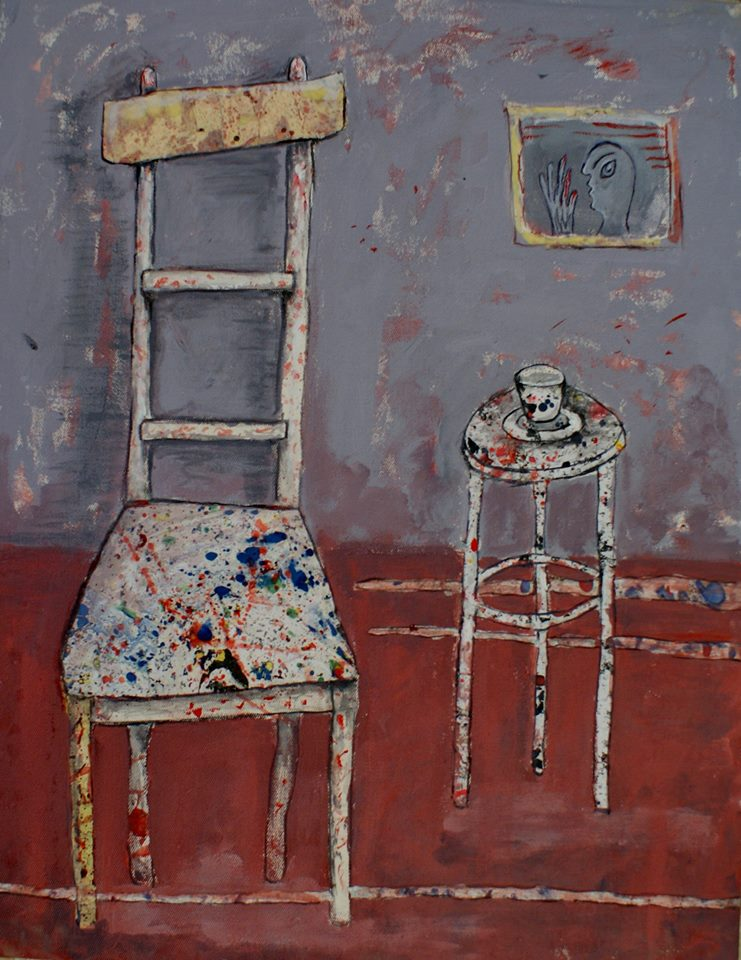
Bild eines leeren Stuhls von Kefah Ali Deeb

In einer gemeinsamen Ausstellung mit den syrischen Künstlern Darin Ahmad, Fouad El-Auwad, Akram Hamza und Adnan Sharbaji stellte Ali Deeb 2016 ihre Gemälde und Grafiken im Institut français in Bonn aus. Ihre wenigen verbliebenen Werke aus ihrer Zeit in Syrien, darunter das Bild eines leeren Stuhls, stellen ihre künstlerische Vision von syrischen Opfern und Flüchtlingen dar.
Bereits in Syrien schrieb Ali Deeb Geschichten und Artikel für die Kinderzeitschrift „Osama“, die vom Ministerium für Kultur herausgegeben wurde. Außerdem war sie Chefredakteurin des syrischen Kindermagazins „Rainbow“, das von Save the Children finanziert wurde. In Deutschland führte sie als freiberufliche Schriftstellerin, Künstlerin und Moderatorin Kunst- und Schreibworkshops für geflüchtete Frauen und Kinder durch. Weiterhin war sie Autorin für das Begleitmaterial zu dem mehrsprachigen Kinderbuch Wir Kinder aus dem FlüchtlingsHeim.
Außer ihren eigenen Büchern für arabische Kinder hat Ali Deeb mehrere deutsche Kinderbücher auf Arabisch übersetzt. Diese wurden durch ein Projekt zur Übersetzung internationaler Literatur des Abu Dhabi Arabic Language Centre in den Vereinigten Arabischen Emiraten (VAE) verlegt.
Im Januar 2025 veröffentlichte Die Zeit ein Interview mit Ali Deeb und zwei weiteren aus Syrien stammenden Migranten in Deutschland über die Frage, ob die Interviewten nach dem Sturz des Assad-Regimes zurück nach Syrien gehen wollen. Im Gegensatz zu den beiden Syrern, die die Zukunft ihres Heimatlandes skeptisch einschätzen und ihre Zukunft in Deutschland planen, erklärte Ali Deeb, dass sie nach zehn Jahren des Wartens auf das Ende des Regimes mit ihrer Familie zurückkehren wolle, um an der Zukunft des Landes mitzuwirken.

„Aber lasst uns der neuen Situation eine Chance geben. Wenn wir Syrien so haben wollen, wie wir es uns wünschen, dann müssen wir dort sein und teilnehmen am Wiederaufbau. Ich kann nicht hier sitzen und die Syrer dort bitten: Macht Syrien so, wie ich es mir wünsche, und wenn es dann genau so ist, wie ich es haben will, dann komme ich zurück.“

## Auszeichnungen
- Sharjah Arab Creativity Award 2012[23]

## Werke (Auswahl)
Bücher in arabischer Sprache für Kinder, Titel in englischer Übersetzung
- The Adventures of Kepritah, Cultural Authority, Schardscha (VAE) 2018, ISBN 978-9948-39-396-2.
- Turtle Picnic, Cultural Authority, Schardscha (VAE) 2012, ISBN 978-9948-04-905-0.

Übersetzungen aus dem Deutschen ins Arabische
- Julia Boehme und Julia Ginsbach, Tiger fragt: Warum?, Kalima, VAE
- Karen Christine Angermeyer und Elke Broska, Rubinia Wunderherz, Kalima, VAE
- Wolfdietrich Schnurre und Rotraut Susanne Berner, Die Prinzessin kommt um vier, Kalima, VAE
- Michael Engler, Else und Luise – Allerbeste Schwestern, Kalima, VAE

Sammelwerke
- Drei Essays in der Anthologie Harald Roth (Hrsg.): Kein Land, nirgends? Dietz, Bonn 2022, ISBN 978-3-8012-0644-4.